# 圓方陶瓷
圓方陶瓷科技有限公司 (除牌當時為1060.HK)，曾是生產及銷售陶瓷用品，當時由顏文波家族創立。其中廣東佛山比重最多，但由於發生債務最高，同時發生財政問題，曾被聯合集團收購，由上聯水泥取代上市，再到現時文化中國傳播（阿里影業前身）。

## 連結
- webb-site.com （页面存档备份，存于）